# Евсевий Римский
Евсевий (умучен ок. 260 года) — мученик Римский. День памяти — 2 декабря.
Святой Евсевий и многие иные, среди которых поминают Маркелла, Ипполита, Максима, Адрия, Павлину, Неона, Марию, Мартану, Аурелию, были казнены в Риме во времена императора Валериана. Святой Максим был брошен с моста в Тибр. Святые Евсевий, Неон, Мария и Маркелл были обезглавлены. Святая Павлина умерла в руках своих мучителей. Святые Ипполит и Адрий были до смерти забиты палками со свинчаткой.